# 瑪麗艾厄灣市鎮
瑪麗艾厄灣市鎮（丹麥語：Mariagerfjord  Kommune）是丹麥的一個市鎮，位於日德蘭半島東北部，東臨奧爾堡灣，屬北日德蘭大區。面積792.92平方公里，2009年人口42,762人。首府霍布羅。
2007年1月1日由瑪麗艾厄、阿登、海松和霍布羅四個市鎮合併而成。